# Saint-Marcellin
Saint-Marcellin je naselje in občina v vzhodnem francoskem departmaju Isère regije Rona-Alpe. Leta 2009 je naselje imelo 8.041 prebivalcev.

## Geografija
Kraj leži v pokrajini Daufineji ob reki Isère, 49 km jugozahodno od Grenobla.

## Uprava
Saint-Marcellin je sedež istoimenskega kantona, v katerega so poleg njegove vključene še občine Beaulieu, Bessins, Chatte, Chevrières, Dionay, Montagne, Murinais, Saint-Antoine-l'Abbaye, Saint-Appolinard, Saint-Bonnet-de-Chavagne, Saint-Hilaire-du-Rosier, Saint-Lattier, Saint-Sauveur, Saint-Vérand, La Sône in Têche z 19.941 prebivalci.
Kanton Saint-Marcellin je sestavni del okrožja Grenoble.

## Zanimivosti
- cerkev sv. Marcelina;

## Pobratena mesta
- Fiesso d'Artico (Benečija, Italija),
- Grafing bei München (Bavarska, Nemčija).